# Hamza Hamry
Hamza Hamry‎ (Kairouan, 12 de Janeiro 1995) é um tunisiano, ele é um ex-judoca e lutador de artes marciais mistas competindo na divisão dos leves. Artista profissional de MMA desde 2017. Também foi campeão africano do ADCC.

## Biografia
Hamry estreou no MMA em 2017 no BFC Algerie, sendo escalado para enfrentar Mourad Zaidi. Ele venceu a luta por nocaute técnico no primeiro round.
Ele estava programado para lutar contra Firas Atig no Tataouine Championship, após cinco anos de sua estreia profissional. Ele venceu a luta por nocaute técnico no primeiro round.
Hamry enfrentou Read El Zanati em 1º de abril de 2022 na Organização de Combate da Líbia. Ele venceu a luta por nocaute técnico no primeiro round.

## Campeonatos e conquistas
- Campeonato de Combate da Líbia
  - LBA Combat Lightweight Championship (uma vez)[4]
- 3º no Campeonato Tunisino de Judô 2013 (-66 kg)[5]
- Campeão tunisino de judô 2014 (-66 kg)[6]
- Campeão Vic Fight Grappling Beach (-70 kg)
- Campeão Africano do ADCC (-70kg)[7][8]

## Cartel no MMA
| Cartel no MMA   |            |           |
| 4 lutas         | 4 vitórias | 0 derrota |
| Por nocaute     | 3          | 0         |
| Por finalização | 1          | 0         |

| Res.    | Cartel | Oponente       | Método                        | Evento                  | Data                | Round | Tempo | Local   | Notas                                              |
| ------- | ------ | -------------- | ----------------------------- | ----------------------- | ------------------- | ----- | ----- | ------- | -------------------------------------------------- |
|         |        |                |                               |                         |                     |       |       |         |                                                    |
| Vitória | 4-0    | Dorthy Lucas   | Submission (Rear-Naked Choke) | LBA Combat 3            | 15 de Junho de 2022 | 1     | 3:09  | Libya   | Ganhou o Campeonato Peso Leve de Combate da Líbia. |
| Vitória | 3-0    | Read El Zanati | TKO (Leg Injury)              | LBA Combat 1            | 1 de abril de 2022  | 1     | 1:14  | Libya   |                                                    |
| Vitória | 2-0    | Firas Atig     | TKO (Leg Kicks)               | Tataouine Championships | 12 de março de 2022 | 1     | 2:21  | Tunisia |                                                    |
| Vitória | 1-0    | Mourad Zaidi   | TKO (Punches)                 | BFC Algerie             | 16 de abril de 2017 | 1     | 1:45  | Tunisia |                                                    |

## Filmografia

### Emissões
- 2020 : Enjah no Tuniscope : convidado
- 2021: 90 minutos com Hedi Zaiem em El Hiwar El Tounsi: convidado da 3ª temporada do episódio 22
  - 360 Degres com Nawel Bizid na Carthage Plus TV: convidado da 1ª temporada do episódio 4

### Rádio
- 2020 : siga seu sonho no dream Fm : convidado
  - Rádio Sabra Fm : convidado
- 2021: Mi Temps no Express FM: convidado
  - Sportag em Diwan Fm : convidado
  - hora a hora na Mosaïque FM : convidado
  - Tranquilla na Radio Med : convidado
  - Cap Fm : convidado
  - Rádio RM Fm : convidado
  - Jawahra FM : convidado
  - Fim de semana do Expresso na Express FM : convidado
  - Fet El Foot em Shems FM : convidado
- 2022 : Fim de semana na Radio Med : convidado